# 保地花高SP足球會
保地花高SP足球會（葡萄牙語：Botafogo Futebol Clube）是一支巴西足球會，位於聖保羅，於1918年10月12日成立。他們現時在巴西足球乙级联赛作賽。